# Ryo Takeuchi
Ryo Takeuchi (født 8. marts 1991) er en japansk fodboldspiller, som spiller for den japanske fodboldklub Shimizu S-Pulse.